# رود استروما
رود استروما (در بلغاری Струма، در یونانی استریمون، در ترکی: کاراسو (یعنی آب سیاه)) در مرز میان بلغارستان و یونان. نام کهن این رود استریمون بوده است.
رود استروما از کوه‌های ویتوشا در بلغارستان سرچشمه می‌گیرد و پس از طی ۴۰۰ کیلومتر به سوی جنوب، به دریای اژه میریزد . دره این رودخانه منبع تولید زغال سنگ بلغارستان است.
شهر آمفیپولیس، یکی از شهرهای باستانی یونان، در ریزشگاه این رودخانه به دریای اژه بنا شد و جنگ کلَیدیون در ۱۰۱۴ میلادی در کناره همین رودخانه رخ داد.

## نگارخانه

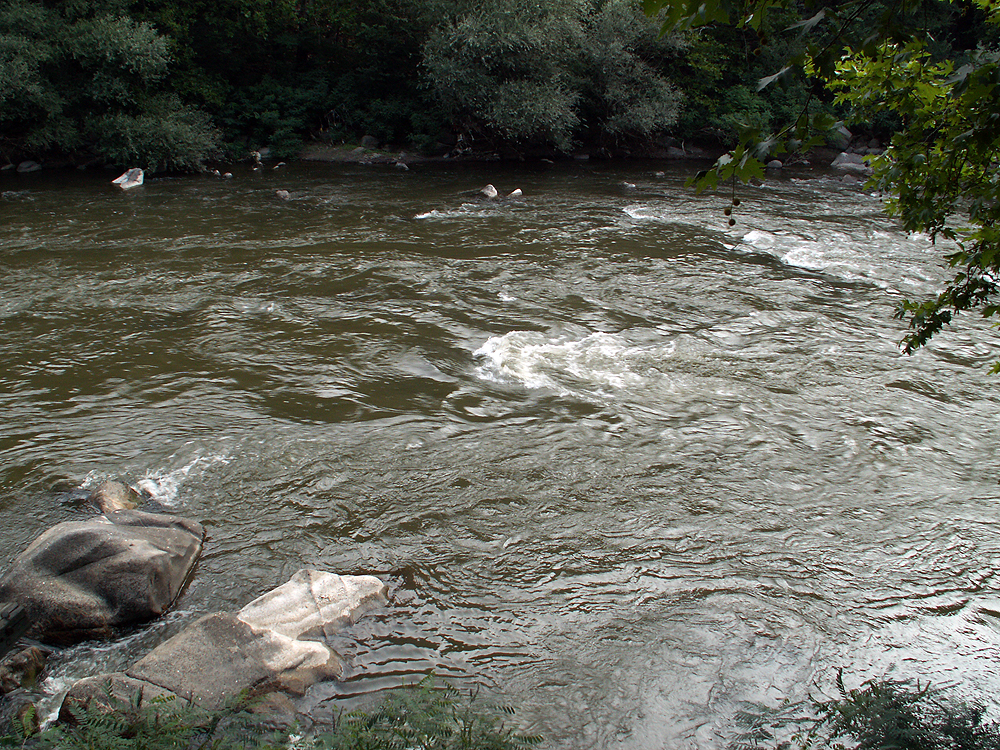
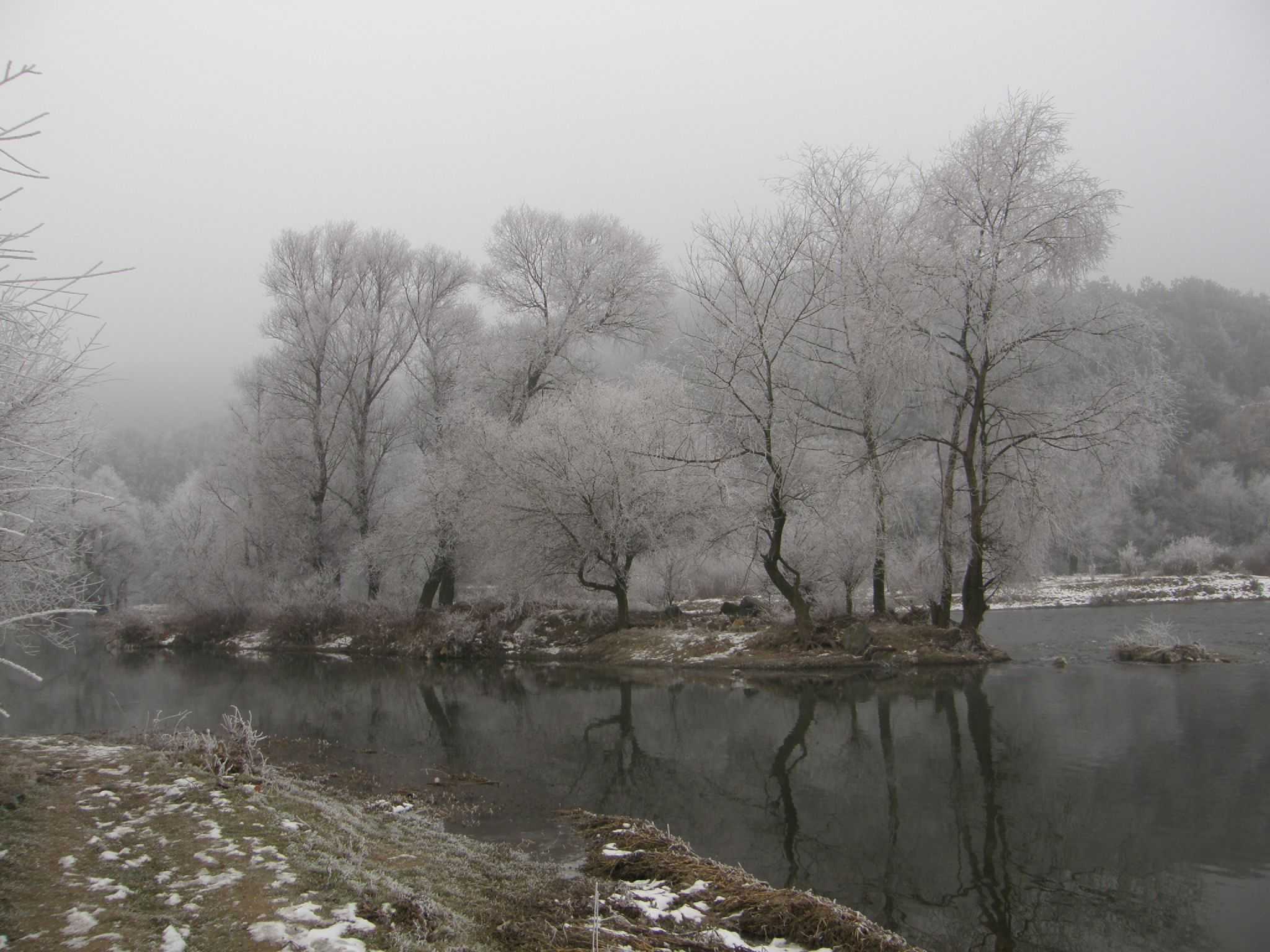